# Orto botanico di Copenaghen

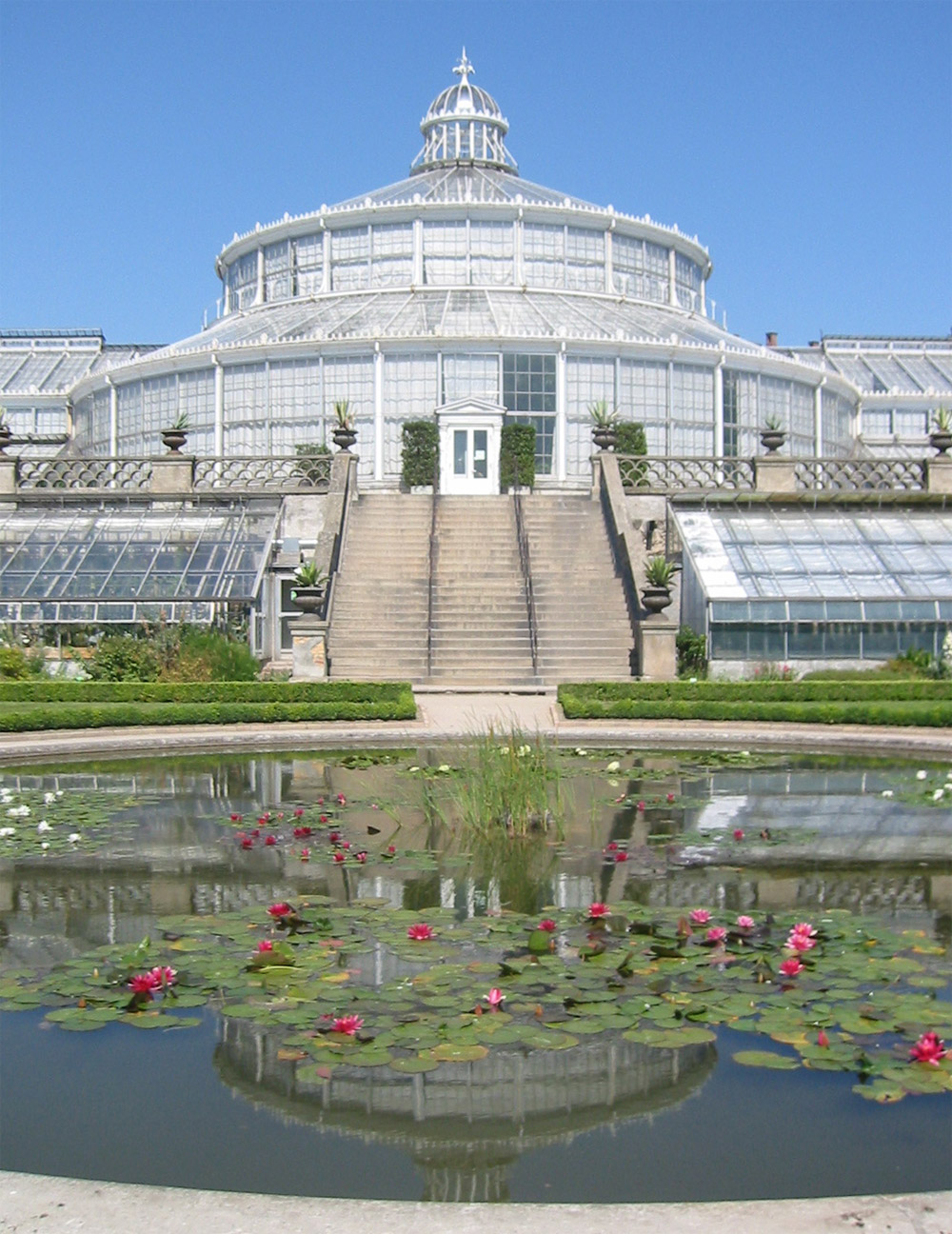
Veduta dell'orto botanico di Copenaghen

L'orto botanico di Copenaghen è un giardino botanico situato nella città di Copenaghen, nello stato della Danimarca. Si tratta di uno dei più importanti in Europa.

## Storia

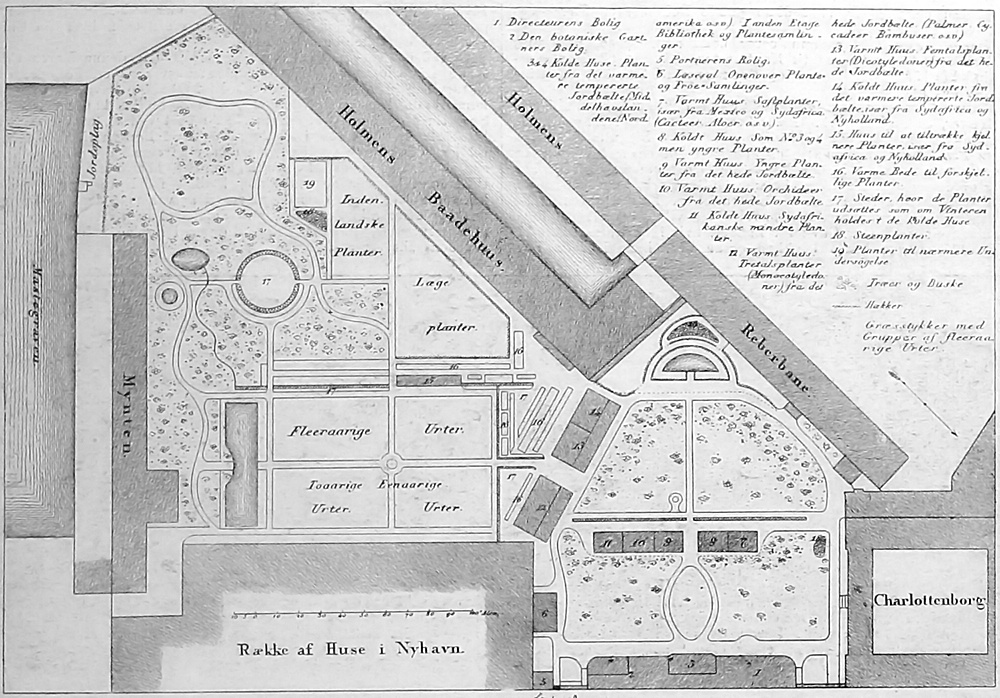
Mappa della precedente versione del giardino, situata a Charlottenborg

La prima fondazione dell'orto botanico risale al 2 agosto del 1600, grazie ad una concessione di Cristiano IV, a quel tempo veniva chiamato Hortus Medicus. Si trattava di un piccolo centro con poche piante esposte, la sua esistenza fu garantita da alcuni contributi volontari come quello di 1200 corone di Rasmus Bartholin avvenuto nel 1696. Dopo l'incendio di Copenaghen del 1728 il giardino venne ulteriormente ridotto.
A quel punto venne chiamato il botanico Georg Christian Oeder (1728 - 1791) nel 1752 che curò la creazione di un nuovo orto botanico e ne divenne il primo direttore. Nel 1769 Cristiano VII donò 2.500 talleri per l'università adiacente e parte dei fondi andarono al giardino. Fra i successori di Oeder Jens Hornemann Wilken e Joakim Frederik Schouw. Solo a partire dal 1870 l'orto botanico occupò la posizione attuale.

## Composizione

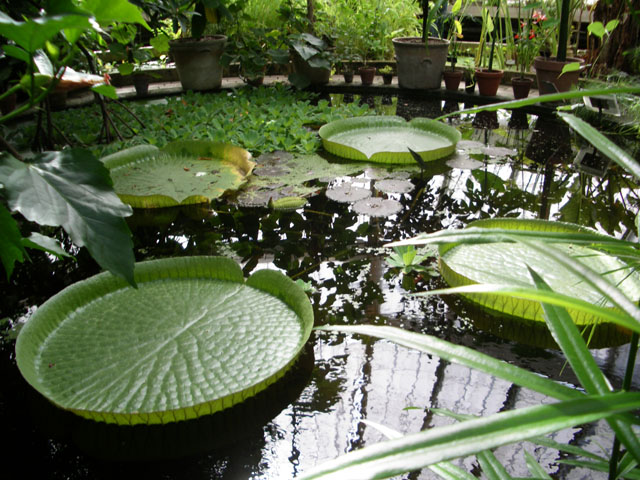
Veduta dell'orto botanico

Nei primi anni del XXI secolo si contano più di 15.000 specie di piante